# Булла (амулет)

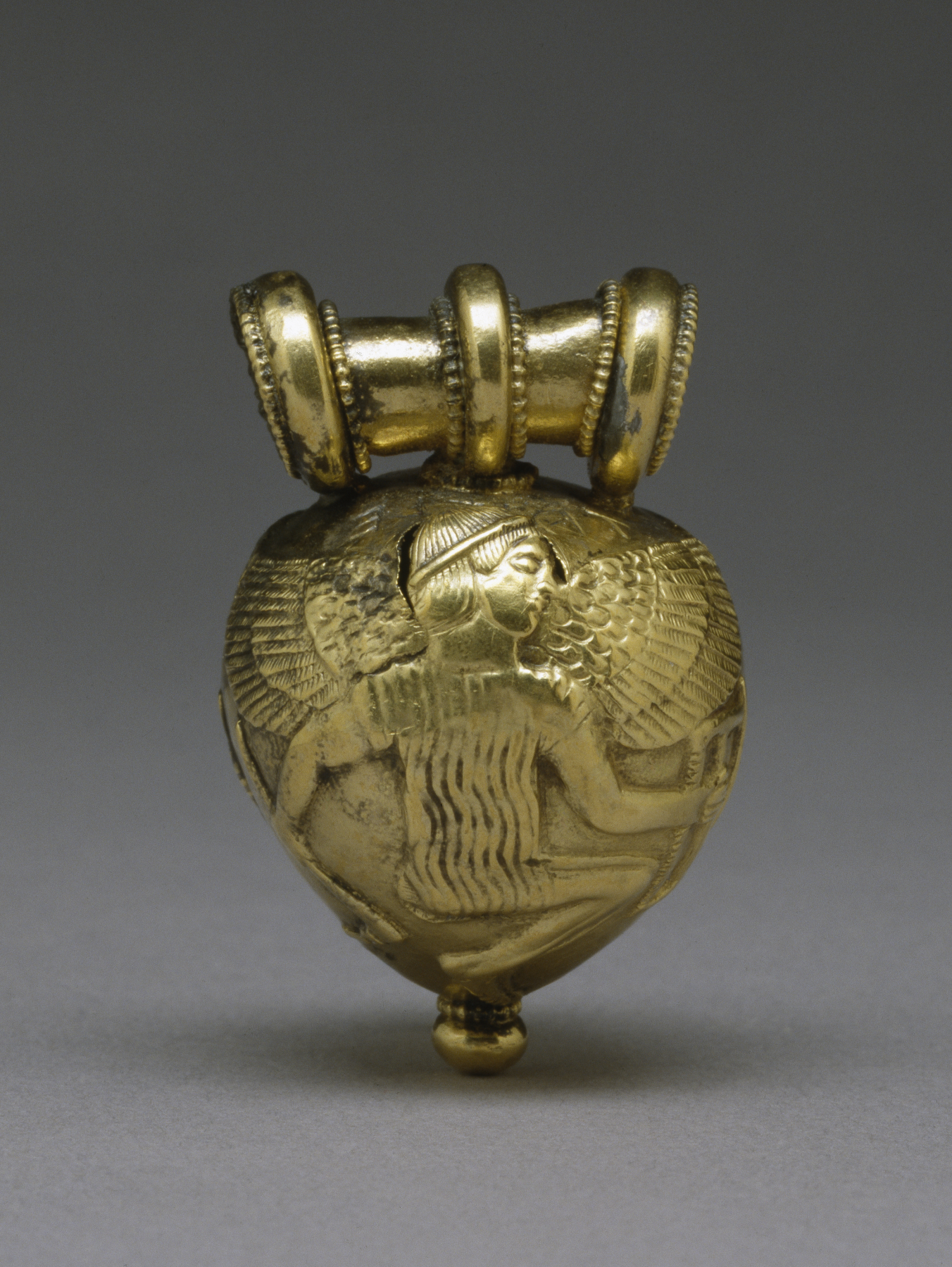
Этрусская булла V в. до н. э.

Бу́лла (от лат. bulla — «печать», букв. «пузырёк») — название, обозначавшее в Древнем Риме определенный род амулета, обязательный атрибут мальчиков, родившихся в семье полноправных граждан. Рабам, вольноотпущенникам и их детям носить буллу было запрещено, но детям вольноотпущенников со времен II Пунической войны разрешили носить вместо буллы кожаный мешочек.
Как правило, впервые булла надевалась на шею мальчикам по достижении ими девяти дней от роду. Они носили её для защиты от злых духов вплоть до шестнадцатилетия — возраста вступления в полные права гражданина Рима. Булла снималась только во время особо важных церемоний.
В буллу помещались специальные предметы и вещества, называвшиеся лекарства (лат. cures) или средства (лат. praebia), которые, собственно, и являлись амулетом. Обычно это были фаллические символы. Булла могла быть изготовлена из разных материалов, ценность которых напрямую зависела от достатка и финансовых возможностей семьи ребёнка. Например, булла мальчиков, родившихся в семье из высшего сословия, могла быть изготовлена из золота или покрыта позолотой. Среди других материалов встречаются также кожа и ткань.
По легенде, первым надел на своего сына буллу Тарквиний Древний, отметив тем самым его храбрость в бою, так как сын Тарквиния в 14-летнем возрасте убил врага, поэтому булла служила также украшением триумфаторов. Впрочем, другие легенды приписывают введение обычая самому Ромулу, якобы надевшему буллу на первого ребенка, родившегося от похищенной сабинянки.
В Этрурии булла представляла собой золотую капсулу и носилась до совершеннолетия, а по достижении его посвящалась домашним ларам — древнеиталийским божествам, охраняющим домашний очаг и семью.
Девочки не носили буллу, но у них были другие подобные амулеты, например, лунка (лат. lunula), который они носили на шее до свадьбы. Перед свадьбой девушка сжигала амулет и детские игрушки, таким образом прощаясь с детством. После этого она могла носить только взрослую женскую одежду.